# Altangerel Perle
Pour les articles homonymes, voir Perle (homonymie).
Altangerel Perle (1945-), paléontologue mongol, découvreur des genres de dinosaures Goyocephale et Achillobator. Il décrit et nomme en 1979 le genre Segnosaurus. 